# Saranac Lake, New York
Saranac Lake, New York (енгл. Saranac Lake) град је у америчкој савезној држави Њујорк.

## Демографија
По попису из 2010. године број становника је 5.406, што је 365 (7,2%) становника више него 2000. године.
| Група             | 2000.         | 2010.         |
| Белци             | 4.848 (96,2%) | 5.063 (93,7%) |
| Афроамериканци    | 38 (0,8%)     | 80 (1,5%)     |
| Азијати           | 24 (0,5%)     | 47 (0,9%)     |
| Хиспаноамериканци | 54 (1,1%)     | 99 (1,8%)     |
| Укупно            | 5.041         | 5.406         |